# Ebro (vrachtwagenmerk)
Ebro is een vrachtwagenmerk uit Spanje.

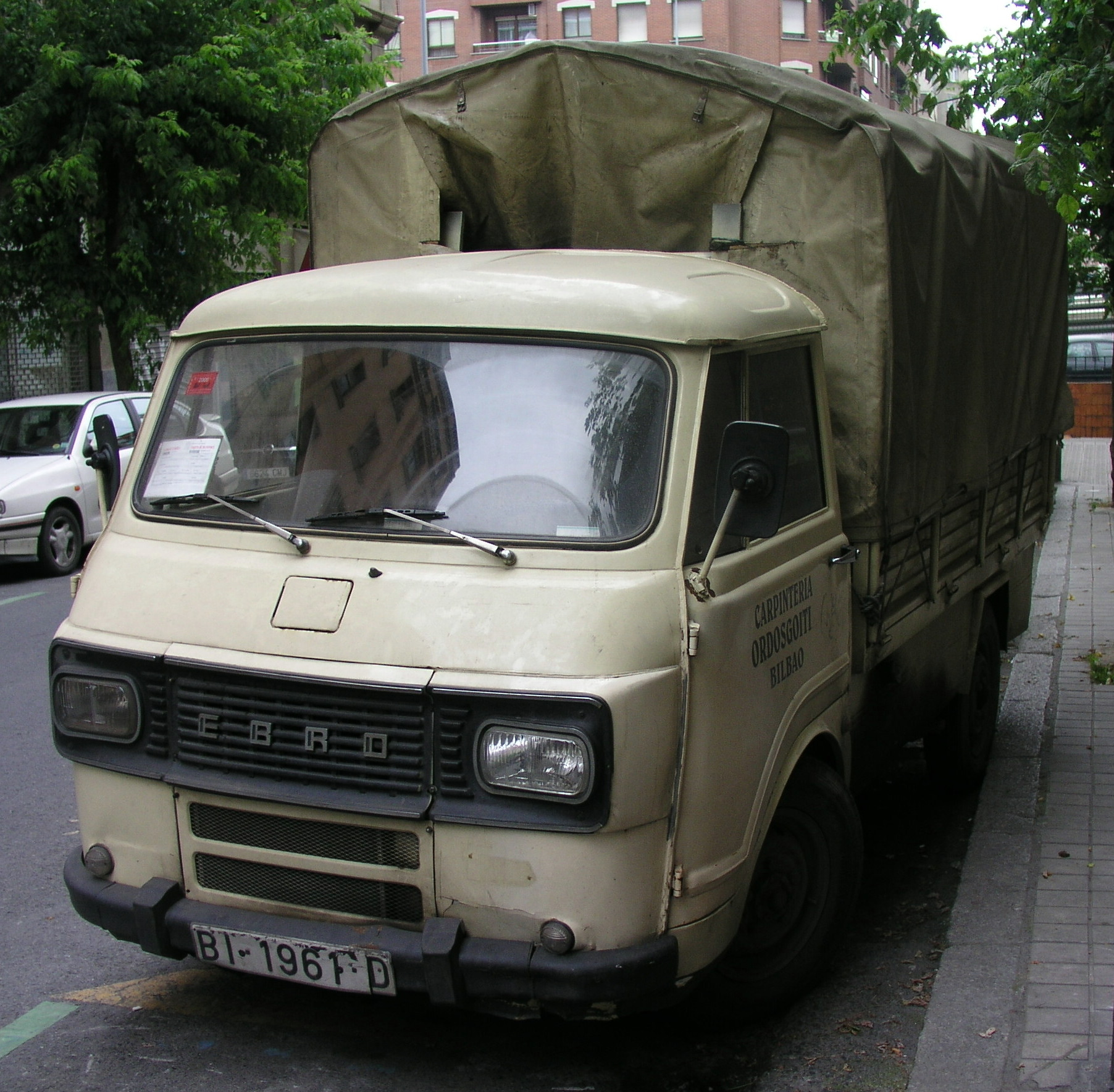
Ebro bestelwagen, opvolger van de Fadisa bestelwagen

In 1920 richtte Ford Motor Company een Spaanse dependance op, die Ford Motor Ibérica SA heette. In 1954 werd deze firma genationaliseerd tot Motor Ibérica.
In 1956 kreeg Ebro toestemming om vrachtwagens te produceren op basis van de Ford Thames. Het merk dankt zijn naam aan de rivier de Ebro die door Barcelona stroomt, waarschijnlijk in analogie met de naam Thames. Later ontwierp de firma vrachtwagens zelf, en ging daarbij uit van de in Spanje gangbare modellen. Op het gebied van verlichting en enkele andere onderdelen weken deze enigszins af van de gangbare ontwerpen in andere Europese landen. Nadat Massey Ferguson een fors aandeel in de firma nam, omdat het ook tractors maakte, kreeg het kapitaal vrij om andere Spaanse fabrikanten, zoals Fadisa, de Spaanse tak van Perkins Engines, VIASA, de Spaanse tak van heftruckmaker Braud et Faucheux en AISA (dat bestelwagens en vrachtwagens produceerde met de merknaam Avia), over te nemen. Het resulteerde in veel Badge-engineering.
Het merk werd in de jaren tachtig overgenomen door Nissan. In 1987 verdween de merknaam Ebro. De Nissan Trade was het enige product van Ebro zelf dat nog geproduceerd werd.
In 2024 werd een elektrische pickup met de merknaam EBRO voorgesteld.

## Types
De vrachtwagens van Ebro waren uitsluitend bakwagens:
- D-serie (1965-1977) met laadvermogen tot 7 ton.
- F-serie (1977-1986) met laadvermogen tot 7 ton
- P-serie (1976-1981) met laadvermogen tot 27 ton.
- L/M-serie (1981-1985) met laadvermogen tot 27 ton

Onder het merk Ebro zijn behalve vrachtwagens ook bestelwagens, terreinauto's en tractors verkocht.